# فيكي كولبيرت
فيكي كولبيرت (بالإسبانية: Vicky Colbert)‏ مؤسسة ومديرة مؤسسة المدرسة الجديدة الكولومبية وصاحبة الفكرة المشاركة في ابتكار نموذج المدرسة التربوية الجديدة، والمعروف بفعاليته في تحسين جودة وملائمة التعليم الأساسي في المدارس الفقيرة في جميع أنحاء كولومبيا وخارجها، ونالت جائزة وايز للتعليم في 2013.
اكتسبت كولبيرت خبرتها في مجال التعليم من المؤسسات الوطنية والدولية. إذ شغلت منصب نائبة وزير التربية والتعليم في كولومبيا، ومستشارة التعليم الإقليمي لأمريكا اللاتينية ومنطقة البحر الكاريبي في منظمة اليونيسف.

## المدرسة التربوية الجديدة
بدأت كولبيرت معركتها عام 1975 إثر اقتناعها أن لا شيء يتحقق من دون التعليم الأساسي للجميع، وأدخلت نموذج المدرسة الجديدة إلى كولومبيا، فقد غيرت كولبيرت حياة الناس العاديين في الريف الكولومبي، عن طريق تسليحهم بقوة التعليم النوعي. ويجعل هذا النموذج من الطلاب أنفسهم جوهر عملية التعلم، ومن المعلمين أدوات تسهيل ومساعدة في العملية. وتشمل العملية المجتمع بأكمله وتجعل الحياة اليومية للمتعلمين حاضرة في عملية التعليم.
ارتأت كولبيرت أن نموذج المدرسة الجديدة يجب أن يبدأ عبر عقد مقاربة من القاعدة إلى القمة، وقامت بتشكيل فريق من المدرسين المتمرسين من المناطق الريفية، بهدف زيادة تأثير التعليم إلى الحد الأقصى في مستوياته الدنيا والعليا على حد سواء. ووضع هذا النموذج الأطفال في صميم عملية التعليم، وحوّل المعلمين إلى مشرفين، وأكد على العمل داخل المجتمعات المحلية ومع الأسر ومعاهد البحوث وصانعي السياسات. وقد أصبح هذا النموذج التربوي جزءًا من سياسة التعليم الوطنية في كولومبيا في ثمانينيات القرن الماضي، حيث تمت تهيئتها لتتلاءم مع سكان المناطق الحضرية والمشردين، وكان لها الأثر الكبير على التحصيل الدراسي الجامعي. وتكرر تطبيقه في مناطق مختلفة من البلاد، وامتد إلى المناطق الحضرية وإلى السكان النازحين.
وبفضل تأثيره المؤكد على الأداء الأكاديمي، أكدت منظمة اليونسكو أن نموذج المدرسة الجديدة ساعد في تحقيق نظام تعليم رفيع المستوى في المناطق الريفية في كولومبيا. واعتبرته مؤسسات عديدة كالبنك الدولي والأمم المتحدة أحد أنجح الإصلاحات التي تحققت في مجال السياسة العامة في البلدان النامية على الصعيد العالمي. وقد انتشرت المدرسة الجديدة حتى الآن في أمريكا اللاتينية ومنطقة الكاريبي وتيمور الشرقية وفيتنام، ووصلت إلى أكثر من خمسة ملايين طفل حول العالم.

## جائزة وايز
وقالت السيدة فيكي كولبيرت عند تسلمها الجائزة:«تلقيت بمزيد من الشرف والتواضع جائزة وايز للتعليم لعام 2013. وهذه الجائزة تؤكد على أن توفير التعليم لجميع الأطفال وتمكينهم من التعلّم مدى الحياة يشكل أساسًا هامًا لتحقيق التنمية البشرية، الأمر الذي يمكن تحقيقه عند وضع أدوات التغيير الصحيحة بأيدي المعلمين والأطفال.»